# Die Dirne und der Narr
Die Dirne und der Narr (Originaltitel:  Un idiot à Paris) ist eine französische Filmkomödie aus dem Jahr 1967 von Serge Korber, der – zusammen mit Michel Audiard und Jean Vermorel – auch das Drehbuch verfasst hat. Es basiert auf einem Roman von René Fallet. In den Hauptrollen sind Dany Carrel, Jean Lefebvre, Bernard Blier und Robert Dalban zu sehen. Kinopremiere hatte der Film am 22. März 1967 in Frankreich, zum ersten Mal in bundesdeutsche Kinos kam er am 20. Dezember 1968.

## Handlung
Durch Zufall kommt der harmlos-tumbe Landarbeiter Goubi in jene Stadt, von der er sein Leben lang geträumt hat, nach Paris. Dort ergeht es ihm zunächst nicht anders als in seinem Heimatort: Er wird verspottet und verlacht. Doch da nimmt sich der mächtige, von Behörden und Gewerbe gleichermaßen gefürchtete Monsieur Dessertine seiner an, ein „Metzgerkönig“, der sich mit Goubi durch eine gemeinsame Fürsorge-Vergangenheit verbunden fühlt. Nun hat Goubi wenigstens ein Dach über dem Kopf und eine Arbeitsmöglichkeit; er sammelt Champignons für einen Gastwirt. Vor allem aber lernt er die Dirne Juliette kennen, ein schrulliges Mädchen, das von seinen Kolleginnen wegen seiner Liebe zu allem, was da blüht und grünt, nur „Blümchen“ geheißen wird.
Blümchen entbrennt sofort in heftiger Zuneigung zu dem unbeholfenen Naturburschen; sie vernachlässigt ihren „Beruf“, kauft dem Tollpatsch Kleider und rafft schließlich, als sie glaubt, einen halbwegs zivilisierten Menschen aus ihm gemacht zu haben, ihre beträchtlichen Ersparnisse zusammen, um mit ihm auf einem eigenen Bauernhof ihren Traum vom Leben auf dem Lande verwirklichen zu können.

## Kritiken
Der Evangelische Filmbeobachter fasst seine Kritik so zusammen: „Versponnenes Liebesmärchen aus dem Paris von heute, idyllisch, weltfern, aber gut gespielt und reich an Zwischentönen. Gefällige Unterhaltung ab 18.“ Nicht ganz so wohlwollend urteilt das Lexikon des internationalen Films: „Gemütsunterhaltung in einer Mischung von Witz, Rührseligkeit und märchenhaften Zügen.“ Die staatliche Filmbewertungsstelle Wiesbaden erteilte dem Werk das Prädikat „wertvoll“.